# Улица Национальной Гвардии (Чернигов)
Улица Национальной Гвардии (до 2024 года — улица 1 Гвардейской армии) (укр. Вулиця Національної Гвардії) — улица в Новозаводском районе города Чернигова. Пролегает от улицы Вячеслава Черновола до улицы Мартына Небабы.
Примыкают улицы Ивана Богуна, Константина Самострова, Шевчука, Швейцаровка (Пугачёва).

## История
Улица была проложена в начале 20 века и застроена индивидуальными домами. В 1980-е годы усадебная застройка частично ликвидирована и были построены 9-этажные дома. В конце 1980-х годов Просторная улица была переименована на улица 1 Гвардейской армии — в честь 1-й гвардейской армии, штаб которой и ряд её частей располагались в Чернигове.
С целью проведения политики очищения городского пространства от топонимов, которые возвеличивают, увековечивают, пропагандируют или символизируют Российскую Федерацию и Республику Беларусь, 8 февраля 2024 года улица получила современное название — в честь Национальной гвардии Украины, согласно Решению Черниговского городского совета № 37/VIII-21 «Про переименование улиц в городе Чернигове» («Про перейменування вулиць у місті Чернігові»).

## Застройка
Парная сторона улицы занята многоэтажной (9-этажные дома) жилой застройкой и частично в конце улицы усадебной застройкой. Первый квартал парной стороны занимает волнообразный в плане 10-подъездный 9-этажный дом № 4 длиной 270 м. Данный дом разделяет на две части улицу Ивана Богуна. Непарная сторона улицы занята преимущественно усадебной застройкой, которая чередуется с многоэтажной (9-этажные и один 5-этажный дома) жилой застройкой. По улице расположены продуктовые магазины.
Учреждения: нет
Мемориальные доски:
1. дом № 4 — 1-й Гвардейской армии, которая дислоцировалась в Чернигове — комментарий прежнего именования улицы